# NAZ (студия)
NAZ Co., ltd. (яп. (株式会社NAZ Кабусики-гайся Райдэн Фируму) — японская анимационная студия, расположенная в Мусасино, Токио. Первой анимационной работой стало аниме Hamatora. А в 2014 году, студия экранизировала визуальную новеллу Dramatical Murder.

## Работы

### Аниме
- Hamatora (2014)
- Dramatical Murder (2014)
- Hajimete no Gal (2017)
- Angolmois: Genkou Kassenki (2018)
- Ore ga Suki nano wa Imouto dakedo Imouto ja Nai (2018)
- ID - Invaded (2020)
- Infinite Dendrogram (2020)

### второстепенные проекты
- Danganronpa: The Animation (TV) (2013): (эп. 6)
- Space Dandy 2 (TV) (2014): Помощь в анимации (ep 6-7, 9-10, 13)
- Re: Hamatora (TV) (2014): совместно с Lerche, производство
- It Girl (2014):[1] Pharrell Williams. Музыкальное видео
- Sora no Method (TV) (2014): Помощь в анимации

## Примечание
1. ↑  Takashi Murakami Produces Animated Music Video for Pharrell Williams Song. Anime News Network (30 сентября 2014). Дата обращения: 30 сентября 2014. Архивировано 2 октября 2014 года.